# Philippe Ier de Poméranie

Philippe Ier de Poméranie (né le 14 juillet 1515 à Stettin - mort le 14 février 1560 à Wolgast) il fut duc de Poméranie-Wolgast de 1531 à 1560

## Origine et jeunesse
Philippe est le seul fils survivant du duc Georges Ier, né de son union avec  Amélie de Palatinat. Après la mort de sa mère le 6 janvier 1525, il est éduqué à la cour de son grand-père maternel à Heidelberg. Il accède au gouvernement à Stettin à l'âge de 16 ans après la mort de son père en 1531. Le 21 octobre 1532, Philippe Ier et son oncle Barnim IX partagent la  Poméranie, Philippe Ier reçoit la Poméranie-Wolgast (dite Vorpommern). Cette division est initialement prévue pour une durée de neuf années;  elle est cependant confirmée en 1541. Le jeune prince est bien entouré, ses principaux conseillers sont Jobst von Dewitz, Rüdiger von Massow ainsi que son Chancelier, Nikolaus Brun. Il a comme secrétaire le chroniqueur Thomas Kantzow.

## Relation avec la veuve de son père
Dès son arrivée au pouvoir Philippe Ier doit faire face à un conflit avec la veuve de son père, Marguerite de Brandebourg. Son contrat de mariage de 1530, prévoyait en effet la constitution d'un douaire. Toutefois, lors du traité conclu avec son oncle Barnim IX, une partie de ce douaire se trouvait inclus dans les domaines cédé à Barnim et qui ne pouvait donc plus revenir à sa belle-mère. En 1533, Philippe Ier doit lui attribue finalement les régions de Barth, Tribsees, Grimmen et Breest. Un an plus tard Marguerite contracte un second mariage avec le prince Jean V d'Anhalt-Zerbst qui implique qu'elle renonce finalement à son douaire.

## Adhésion à la Réforme
Quand Philippe prend le pouvoir ses possessions traversent une profonde crise politique et religieuse. La Réforme protestante vient d'atteindre la Poméranie et il ne peut par l'ignorer car il cherche à maintenir son contrôle sur le pays. En conséquence les deux ducs de Poméranie décident d'introduire officiellement le 
Protestantisme dans leurs États. Ils convoquent un parlement provincial à Treptow an der Rega en 1543 et invitent Erasmus von Manteuffel, l'évêque catholique de Cammin depuis 1521 et les représentants des états c'est-à-dire la noblesse et les cités à y participer. Les cités protestantes envoient leur représentant pour Stralsund; Christian Ketelhut, pour Stettin Paul vom Rode, pour Greifswald,  Johannes Knipstro, pour Stargard Hermann Riecke et pour Stolp Jakob Hogensee. Johannes Bugenhagen, originaire de Poméranie et partisan de Martin Luther est également convié. Le Parlement échoue en raison de l'opposition de la noblesse, mais néanmoins, Bugenhagen est chargé de rédiger une ordonnance pour organiser l'Église du duché. Quand ce règlement est établi, il n'entre pas officiellement en vigueur.  Bugenhagen continue à rendre visite aux églises locales suivant le modèle saxon. La Réformation prévaut progressivement en  Poméranie grâce à l'action tenace d'éminents chefs évangéliques comme Paul Rode et John Knipstro. À la mort de l'évêque Erasmus von Manteuffel en 1544, la voie est libre pour la généralisation de la Réforme. L'office d'évêque de Cammin est proposé à Bugenhagen, et quand ce dernier refuse l'offre il est attribué à Bartholomaeus Suawe (1544-1549).

## Conflits religieux
Le 27 février 1536 Philippe Ier épouse Marie de Saxe, la demi-sœur de l'électeur Jean-Frédéric Ier de Saxe. En avril 1536 à Francfort-sur-le-Main, Son oncle Barnim IX de Poméranie et lui rejoignent la Ligue de Smalkalde. En 1547 après la défaite des forces protestantes de la Ligue lors de la Bataille de Muehlberg,  Philippe Ier qui craint des représailles de la part de l'empereur Charles V du Saint-Empire réussit à l'apaiser  en payant une forte amende. L'évolution nouvelle de la situation religieuse en Allemagne rend difficile l'œuvre de propagation de la réforme protestante de l'évêque Suawe qui doit se démettre en 1549. La tentative de la remplacer par un  évêque catholique afin de restaurer l'ancienne situation et de faire revenir la Poméranie au sein de l'église catholique échoue, et en 1556 afin d'assurer l'indépendance définitive de son Église, Philippe II nomme son fils aîné Jean-Frédéric de Poméranie « Administrateur luthérien de l'évêché de Cammin » et jusqu'en 1650 de manière permanente c'est un membre de la dynastie qui administre l'évêché sécularisé de Cammin.  Philippe Ier remet en vigueur l'ordonnance réorganisant l'Église prévue par Johannes Bugenhagen et réussit à imposer sa médiation dans les disputes théologiques qui font rage dans son duché.

## Œuvre administrative
Le duc Philippe Ier crée sa propre Haute Cour à Wolgast et tente par ce biais de faire rendre la justice dans ses États. Il prend personnellement part aux travaux de la cour et s'attache à développer le commerce et les moyens de transports dans son duché. En 1540, il intervient pour régler le conflit avec les États et la noblesse qui n'avait fait s'envenimer depuis 1534. Il réussit finalement à recevoir l'Hommage général des États. À la fin de son règne se conseillers les plus influents sont Jacob von Zitzewitz, Valentin von Eickstedt et Ulrich von Schwerin; ils continueront d'ailleurs à servir les fils de Philippe Ier après sa mort. Son conseiller Michael Küssow jouit particulièrement de sa confiance jusqu'à sa mort en 1558 et c'est son frère Christian Küssow qui lui succède.
De 1540 à 1546 il agrandit le château ducal d'Ueckermünde à l'embouchure de la rivière Uecker. Il y est représenté dans un relief en pierre sur un mur du bâtiment. La résidence ducale du château de Wolgast située sur une ile de la rivière Peene, est reconstruite en plusieurs campagnes. le 11 décembre 1557 un grand incendie en détruit une partie importante. Philippe Ier entreprend immédiatement sa reconstruction mais il ne vit pas assez pour en voir l'achèvement car il meurt le 14 février 1560 à Wolgast.

## Union et postérité
le 27 février 1536, Philippe Ier épouse Marie de Saxe, la fille de l'électeur Jean Ier de Saxe ils ont sept fils et trois filles.
- Georges (1540—1544)
- Jean-Frédéric (1542—1600)
- Bogusław XIII (1544—1606)
- Ernest-Louis (1545—1592)
- Amelia (1547—1580)
- Barnim X (XII) (1549—1603)
- Eric (1551—1551)
- Marguerite (1553—1581) épouse le duc François II de Saxe-Lauenbourg
- Anne (1554—1626) épouse le duc  Ulrich de Mecklembourg-Güstrow
- Casimir VI (IX) (1557—1605)